# TUI AG
TUI AG (Touristik Union International) é uma empresa alemã que atua nos setores de turismo e navegação.

## Empresas aereas do grupo
- Alemanha
  - TUIfly
- Reino Unido
  - Thomsonfly
- Suecia
  - TUIfly Nordic
- França
  - Corsairfly
- Bélgica
  - Jetairfly
- Holanda
  - Arkefly
- Marrocos
  - Jet4You (cessou operações a abril de 2012. Toda a sua frota pertence à Jetairfly)